# Anthurium brevipes
Anthurium brevipes är en kallaväxtart som beskrevs av Luis Aloysius, Luigi Sodiro. Anthurium brevipes ingår i släktet Anthurium och familjen kallaväxter. Inga underarter finns listade.